# Circus Maximus (groupe)
Pour les articles homonymes, voir Circus Maximus (homonymie).
Circus Maximus est un groupe de metal progressif norvégien, originaire d'Oslo. Il est formé en 2000 et s'inspire du metal symphonique et du power metal. En 2016, le groupe compte un total de quatre albums studio, The 1st Chapter en 2005, Isolate en 2007, Nine en 2012, et Havoc en 2016.

## Biographie

### Débuts (2000–2003)
Le groupe est formé en 2000 à Oslo, par le chanteur Michael Eriksen (Carnivora), le batteur Truls Haugen, le bassiste Glen Møllen, le guitariste Mats Haugen et le claviériste Espen Storo. Le groupe publie sa première démo en 2003. Après deux démos, le groupe attire l'intérêt du label danois Intromental Management, en avril 2004, auquel ils signent pour une distribution avec Sensory Records pour l'Amérique du Nord, qui, en retour, signe pour l'Europe et la Russie avec le label Frontiers Records.

### The 1st Chapter(2004–2006)
Circus Maximus commence à écrire son premier album en 2004. Le premier album du groupe, intitulé The 1st Chapter, est sorti en 2005 sous le label Frontier Records en Europe (Sensory Records aux États-Unis, et Intromental Mngm dans le reste du monde). L'album est fortement influencé par les grands noms du metal progressif tels que Dream Theater ou Symphony X et fait partie des albums les plus techniquement poussés de sa génération. 
La même année, ils effectuent leur première grande tournée à Atlanta, aux États-Unis, où ils jouent au festival ProgPower. Circus Maximus revient ensuite au même festival l'année suivante avec un nouveau claviériste. En novembre 2005, Espen Storo (claviériste) décide de quitter le groupe pour raisons personnelles tout en gardant un contact amical avec le groupe. C'est Lasse Finbrâten qui prendra la relève à partir de 2006. Jusqu'en fin 2006, Circus Maximus continue de jouer à travers la Scandinavie avec d'autres groupes comme Kamelot, Pagan's Mind et Glenn Hughes.

### Isolate(2007–2009)
Le deuxième album du groupe, Isolate, est publié le 31 août 2007, et possède une ambiance musicale à la fois plus sombre et plus accessible que le précédent. Cet album-concept est pensé par le batteur Truls. Avant sa sortie, en en réponse aux fans impatients, le groupe met régulièrement à jour l'état des enregistrements sur son forum officiel. Après la sortie de Isolate, le groupe joue dans les plus grands festivals comme le ProgPower Europe, ProgPower Scandinavia, le Sweden Rock et le MetalHear.
Entre le 13 février et le 5 mars 2008, le groupe tourne en Europe en ouverture du groupe allemand Dreamscape) pendant la tournée Paradise Lost Tour 2008 de Symphony X.

### NineetHavoc(depuis 2010)
En juin 2010, le groupe entre en studio pour l'enregistrement de son troisième album. Le 7 avril 2012, lors de leur concert privé devant 14 fans, le groupe annonce que leur prochain album sortirait le 1er juin 2012. Il s'intitule Nine et est plus mélodique et plus dynamique que leurs deux premiers opus.
En décembre 2015, le label du groupe, Frontiers Records, annonce de plus amples détails du quatrième album du groupe, Havoc, annoncé pour le 18 mars 2016. L'album sort en légère avance ce même mois.

## Membres

### Membres actuels
- Michael Eriksen - chant
- Truls Haugen - batterie
- Glen Møllen - basse
- Mats Haugen : guitare
- Lasse Finbrâten : claviers

### Anciens membres
- Espen Storo - claviers (2000-2005)